# 方北群
方北群（？—）籍贯不详，中国人民解放军少将。

## 生平
方北群曾任中国人民解放军防空兵指挥学院院长等职务。2013年调任中国人民解放军总参谋部军训部副部长。在2015年由中国人民解放军总参谋部举行的“火力—2015·山丹”演习中，方北群担任总部指导组组长。2016年，出任新成立的中央军委训练管理部副部长。
2010年晋升少将。